# Перша Падь
Перша Падь (рос. Первая Падь) — село у Корскаковському міському окрузі Сахалінської області Російської Федерації.
Населення становить 189 осіб (2013).

## Історія
З 1905 по 3 вересня 1945 року у складі губернаторства Карафуто Японії, відтак у складі Корсаковського міського округу Сахалінської області.

## Населення
| 2002 | 2010 | 2013 |
| ---- | ---- | ---- |
| 224  | ↘188 | ↗189 |